# 天主教伊基克教區
天主教伊基克教區（拉丁語：Diocesis Iquiquensis）是智利一個羅馬天主教教區，屬安托法加斯塔總教區。
1880年設立宗座代牧區，1929年12月20日升為教區。教區位於伊基克省。2006年有教友124,447人（佔轄區人口52.3%）、二十個堂區、廿九名司鐸。目前教區主教之位懸空。